# I satelliti contro la Terra
I satelliti contro la Terra (Sûpâ jaiantsu) è un film del 1958 diretto da Teruo Ishii.
Si tratta di un condensato franco-italiano del terzo e quarto episodio della serie di cortometraggi del supereroe giapponese Sūpā Jaiantsu, interpretato da Ken Utsui, conosciuto in Italia come Spaceman.

## Trama
Intermondo vuol conquistare il mondo.

L'Uomo delle Stelle Spaceman interviene.